# Neuronema obscurum
Neuronema obscurum is een insect uit de familie van de bruine gaasvliegen (Hemerobiidae), die tot de orde netvleugeligen (Neuroptera) behoort. 
Neuronema obscurum is voor het eerst wetenschappelijk beschreven door Krüger in 1922.